# 爱普生 R-D1
爱普生 R-D1是一台旁轴相机，由精工爱普生公司在2004年推出。其是世界上第一台装配数码成像传感器的旁轴取景相机。
爱普生公司在之后的2006年、2007年和2009年，分别推出了作为后续改良机型的R-D1s、R-D1x与R-D1xG。系列中最新的R-D1xG，也在2014年宣告停产，且并没有再推出后续机型。

## 概述
21世纪初，许多采用CCD或CMOS传感器作为成像单元的单镜头反光照相机出现，数码单反逐渐成熟；而作为一大类的旁轴相机的数码化进程相对较为缓慢。
R-D1在2004年问世，是世界上第一台数码旁轴相机，由精工爱普生(Seiko Epson)与确善能(Cosina)联合开发制造，其中后者也运营福伦达(Voigtländer)系列相机产品。R-D1使用徕卡M兼容接口，同时也支持使用转接环支持较早的L型螺口镜头；机身很可能是借鉴了福伦达的Bessa相机。命名中，R代表了旁轴的Range Finder，而D为Digital Camera（数码相机）的打头字母。
R-D1的设计中使用了仪表来显示参数，而不是选择像同时代的数码相机一样用数显方式呈现；另外一方面，也保留了在数码摄影中没有意义的过片扳手，使得操作上趋向旧式旁轴相机。
以M系列旁轴相机驰名的徕卡公司，也在2006年末，推出了自己的数码旁轴相机产品——Leica M8。
R-D1由于其里程碑的意义，获得了2005日本相机特别奖（カメラグランプリ 2005 特別賞）。

## 系列机型
- R-D1

R-D1在2004年推出，机身借鉴了福伦达Bessa R2作为基础；作为一款数码旁轴，R-D1却保留了很多旧式旁轴相机的操作元素，例如对于数码传感器没有存在必要的过片扳手，以及可以翻转收起的回放用屏幕；机身上还使用仪表来显示机身参数，该部分由精工进行开发上的技术支持，也成为玩家群中津津乐道的设计特色。
R-D1与其后续机型，使用的都是同一片CCD传感器，为来自索尼公司的ICX413AQ（interline-transfer CCD），具备1.5倍的焦距转换率；这块传感器自2002年推出，也在同时代的其他一些数码单反机型，如宾得*ist D, 尼康D100以及柯尼卡美能達Dynax_5D上广泛使用。
- R-D1s

新增了以下功能：
- - JPEG+RAW模式
  - 快速浏览功能
  - Adobe RGB模式
  - 长时间曝光降噪

R-D1的用户也可以通过固件升级的方式获得相同的功能。
- R-D1x与R-D1xG

R-D1x做了一些硬件上的修改，例如把后背屏幕升级到2.5英寸，但改为不可翻转。同时，之前的机型只能使用2G及以下容量的SD卡，R-D1x通过支持SDHC而可以支持更高容量。
与R-D1xG类似，但是配备有手柄。R-D1x与R-D1xG都只在日本本土进行发售。

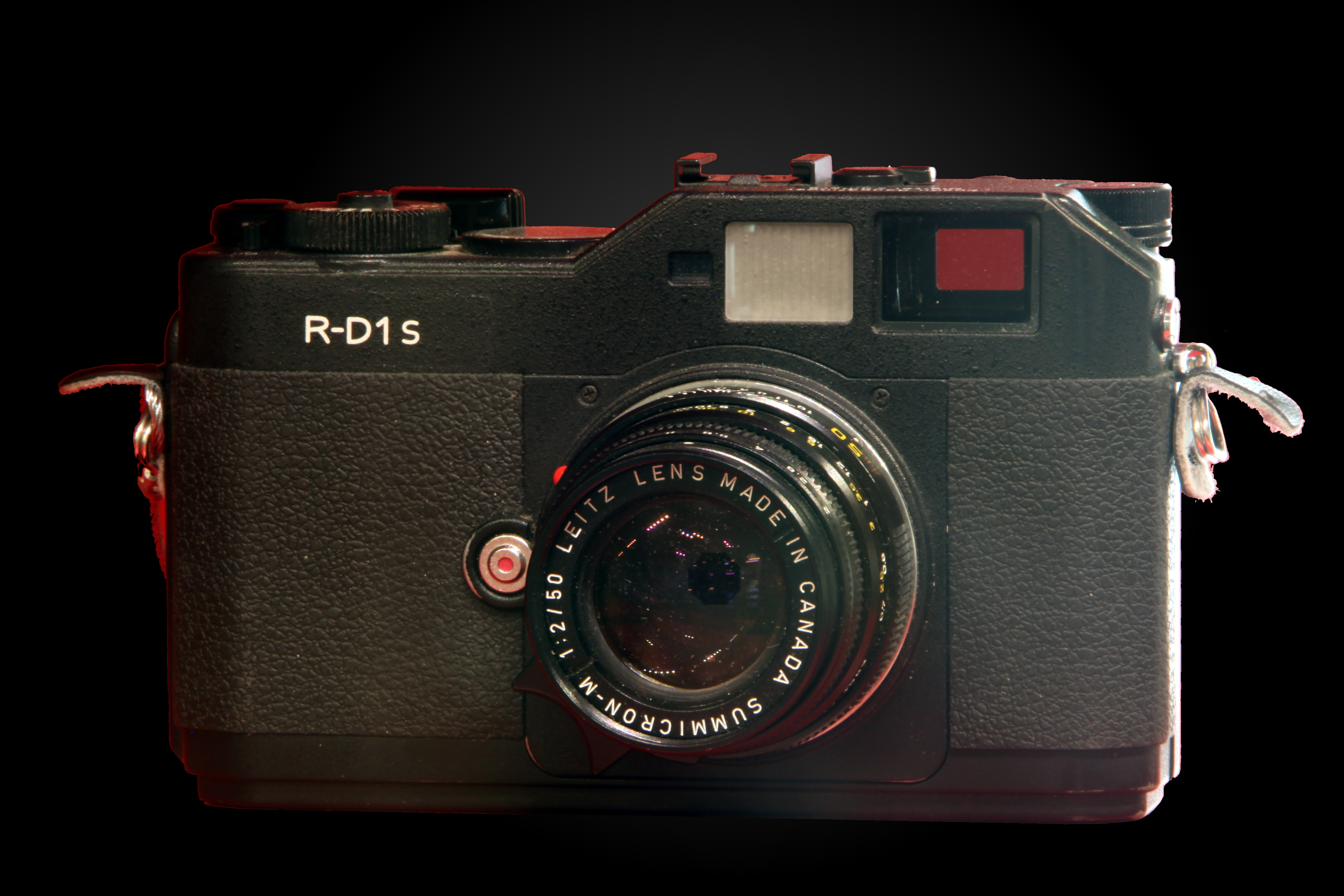